# Aeródromo de Mulegé
El aeródromo municipal de Mulegé (Código IATA:MUG, Código OACI:MMMG, Código DGAC:MUG) es una pequeña pista de aterrizaje no operativa ubicada a 1 km al noreste de Mulegé, Baja California Sur, México. 
A pesar de no estar operativa, es el aeródromo secundario al Aeródromo el Gallito, la pista de aterrizaje más cercana a Mulegé. La pista de aterrizaje tuvo superficie asfaltada, pero está cubierta de arena debido a su abandono.

## Accidentes e incidentes
- El 22 de junio de 1974 una aeronave Cessna 337 Skymaster con matrícula N2127X que realizaba un vuelo entre el Aeródromo de Mulegé y la Aeropista de Punta Chivato se estrelló mientras hacía su aproximación final cerca de Punta Chivato, matando a sus 4 ocupantes.[2][3]

- El 28 de julio de 1975 una aeronave Cessna 337 Skymaster con matrícula N23664 se estrelló mientras despegaba del Aeródromo de Mulegé para dirigirse al Aeropuerto de Santa Ana, Ca, causando severos daños a la aeronave y dejándola inservible. Ninguno de los dos ocupantes murió.[4]

- El 14 de abril de 1988 una aeronave Piper PA-28 Cherokee con matrícula N4134W que realizaba un vuelo privado entre el Aeropuerto de Tijuana y el Aeródromo de Mulegé, se estrelló durante su aproximación a Mulegé, matando al piloto y dejando herido al acompañante.[5][6]

- El 17 de septiembre de 1989 una aeronave Cessna 175 con matrícula N6650E que cubría un vuelo privado entre el Aeródromo de Mulegé y el Aeropuerto de Mexicali, se estrelló durante su ascenso inicial, matando a su piloto.[7][8]